# Rheocricotopus hidakadeeus
Rheocricotopus hidakadeeus är en tvåvingeart som beskrevs av Sasa och Suzuki 2000. Rheocricotopus hidakadeeus ingår i släktet Rheocricotopus och familjen fjädermyggor. Inga underarter finns listade i Catalogue of Life.